# Nowy Dęblin
Nowy Dęblin – wieś w Polsce położona w województwie lubelskim, w powiecie ryckim, w gminie Ryki.
W latach 1975–1998 miejscowość należała administracyjnie do ówczesnego województwa lubelskiego.
Wieś jest sołectwem w gminie Ryki. Według Narodowego Spisu Powszechnego z roku 2011 wieś liczyła 149 mieszkańców.
Wierni Kościoła rzymskokatolickiego należą do parafii Nawiedzenia Najświętszej Maryi Panny w Bobrownikach.

## Historia
Dęblin Nowy w wieku XIX – wieś w powiecie nowoaleksandryjskim (puławskim) guberni lubelskiej, przy szosie warszawsko-lubelskiej, powstała w 1866 roku z rozebranego (skutkiem ukazu z roku 1864) folwarku Moszczanka, w zamian za zniesioną niegdyś wieś Dęblin. Wieś posiadała osad 16 po 7 mórg każda osada i obszerne pastwiska wspólnotowe.